# Nahverkehr in Osnabrück
Der Nahverkehr in Osnabrück besteht hauptsächlich aus einem Stadtbussystem. Das Regionalbusnetz ist in das Stadtnetz integriert. Wichtigster Umsteigeknoten zum Schienenverkehr ist der Hauptbahnhof (IC- und ICE-Knoten). Im Stadtgebiet gibt es für den Schienennahverkehr zwei weitere Stationen (Osnabrück Altstadt und Osnabrück-Sutthausen). Betreiber des innerstädtischen Busverkehrs ist die Stadtwerke Osnabrück AG.

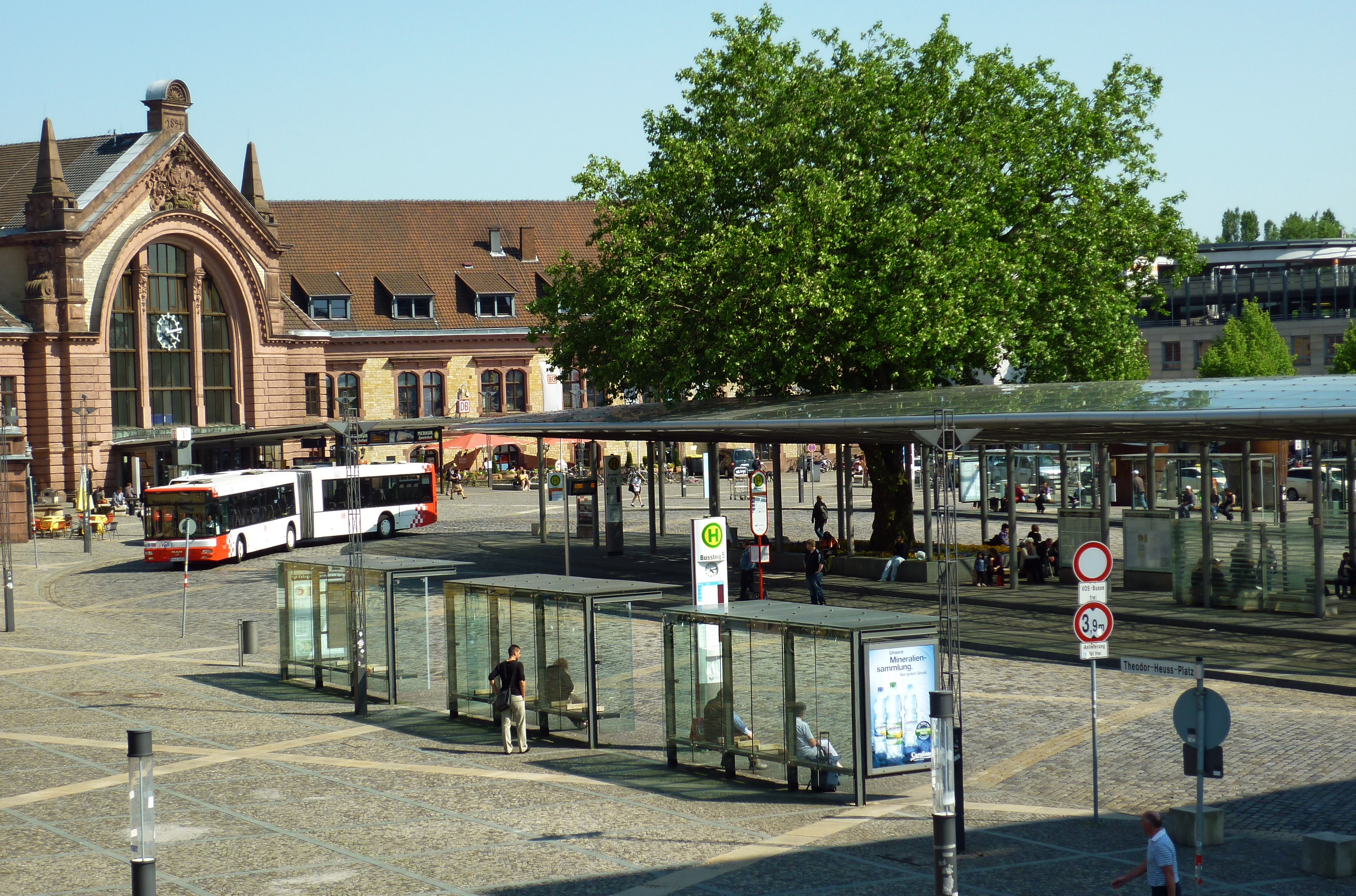
Theodor-Heuss-Platz am Hauptbahnhof mit zentralem Busbahnhof

Der Nahverkehrsplan für die Stadt und den Landkreis Osnabrück wird von der Planungsgesellschaft Nahverkehr Osnabrück GbR erstellt. Geschäftsführer ist Peter Schone. Der Nahverkehrsplan hat eine Option für eine innerstädtische Ausfädelung aus regionalen Schienenstrecken mit einer Straßenbahn. Organisiert wird der Nahverkehr von den Partnern der Verkehrsgemeinschaft Osnabrück (VOS).

## Geschichte

### Schienenverkehr
Die Hannoversche Westbahn erreichte Osnabrück im Jahr 1855; es entstand der Hannoversche Bahnhof. Damit war die Stadt an das Eisenbahnnetz angeschlossen. Ein Jahr später wurde die Streckenerweiterung nach Rheine und Emden eröffnet. Innerhalb der Stadt gab es jedoch noch keinerlei öffentlichen Personennahverkehr. Fünfzehn Jahre später folgte auch die erste Anbindung in Nord-Süd-Richtung, am 1. September 1871 wurde die Strecke von Münster nach Osnabrück durch die Köln-Mindener Eisenbahn-Gesellschaft eröffnet und in den folgenden drei Jahren bis Hamburg verlängert. Die Strecken kreuzten sich östlich der Innenstadt, der Bremer Bahnhof der letztgenannten Strecke lag auf Höhe der Buerschen Straße. Die beiden Bahnhöfe lagen damit rund einen Kilometer auseinander, was für Umsteiger zwischen den Strecken nicht optimal war.
1886 wurde die Bahnstrecke Osnabrück–Bielefeld (Haller Willem) eröffnet. Der Personenverkehr auf dem niedersächsischen Abschnitt dieser Strecke endete 1984. Rund zwanzig Jahre später, im Juni 2005, erfolgte jedoch eine Reaktivierung mit gleichzeitiger Einführung eines Verbundtarifes ausschließlich für diese Verbindung.
Im Jahr 1895 wurde schließlich der Centralbahnhof, der heutige Hauptbahnhof, am Kreuzungspunkt der beiden Hauptbahnverbindungen in der Bauweise eines Turmbahnhofes eröffnet und der Hannoversche sowie der Bremer Bahnhof für den Personenverkehr stillgelegt. Da dadurch die nördliche Innenstadt weiter von einem Bahnhalt entfernt lag, wurde 1896 der Haltepunkt Osnabrück-Hasetor (heute Osnabrück Altstadt) an der Bahnstrecke Löhne–Rheine eingerichtet. Weitere heute stillgelegte Bahnstationen gab es in Eversburg, Hörne – nunmehr Betriebsbahnhof am Beginn des Haller Willem – und Lüstringen. An der Strecke Osnabrück-Rheine in der Gemeinde Lotte, direkt auf der Landesgrenze zu Nordrhein-Westfalen, bestand der Bahnhof Lotte. Im Bereich des Stadttarifes Osnabrück / Belm an der Strecke Richtung Bremen lag außerdem der Haltepunkt Belm.
Anfang des 20. Jahrhunderts entstand die schmalspurige Tecklenburger Nordbahn Osnabrück-Eversburg – Recke – Rheine-Altenrheine. Nach Umbau auf Normalspur erreichten die Züge nach der Einfädelung in das Hauptnetz in Eversburg zwischen 1935 und 1965 auch den Osnabrücker Hauptbahnhof. Der reguläre Personenverkehr ist heute eingestellt. Es gibt jedoch einen Güter- und Museumsbahnbetrieb („Pingel-Anton“ ab Bahnhof Osnabrück-Piesberg).
In Elstermanns Fahrplänen von 1976 wurden folgende Eisenbahnstrecken veröffentlicht für Osnabrück:
100 Münster(W.) – Osnabrück – Diepholz – Bremen
202 Osnabrück – Dissen-Bad Rothenfelde – Halle – Bielefeld
270 Oldenzaal – Rheine – Ibbenbüren – Osnabrück – Bünde(W.) – Löhne(W.)
275 Osnabrück – Bramsche – Quakenbrück – Oldenburg
276 Osnabrück – Bramsche – Vechta – Delmenhorst

### Straßenbahn
Um 1880 lebten bereits über 30.000 Menschen in der Stadt, die Einrichtung eines Nahverkehrsmittels wurde immer dringender. Am Anfang der 1880er Jahre wurde daher der Bau einer Pferdebahn diskutiert und 1882 schließlich auch vertraglich festgelegt, die Baufirma trat jedoch von diesem Vertrag wieder zurück. Ein Jahr später schlug das Stahlwerk Osnabrück vor, drei Strecken einzurichten. Auf einer sollten „rauchlose Lokomotiven“ fahren, die übrigen als Pferdebahn betrieben werden. Jedoch stellte die Reichsbahn derartige Bedingungen an die zu errichtende Querung der Bahnschienen, dass auch dieser Plan bald fallen gelassen wurde.
Im Jahre 1897 wandte sich der Georgs-Marien-Bergwerks- und Hüttenverein an die Stadt und schlug die Errichtung einer meterspurigen elektrischen Straßenbahn vor. 1900 wurde ein weiteres Projekt vorgelegt, nach dem eine normalspurige Straßenbahn aus der Stadt bis nach Hellern gebaut werden sollte, die neben dem Personenverkehr auch dem Transport der in Hellern produzierten Ziegel dienen sollte. Jedoch scheiterten auch diese Projekte noch vor der Vertragsunterzeichnung.
Für den innerstädtischen öffentlichen Personennahverkehr wurde im Jahr 1906 die Osnabrücker Straßenbahn eröffnet (Spurweite 1000 mm, 550 Volt). Es gab zunächst die beiden folgenden Linien:
- Linie 1 mit blauer Kennfarbe vom Hauptbahnhof über Neumarkt und Nikolaiort zur Lotter Straße (Depot) sowie
- Linie 2 mit roter Kennfarbe vom Johannistor (Rosenplatz) über Neumarkt und Nikolaiort zum Hasetor.

Linie 2 wurde 1910/19 in zwei Schritten über die Iburger Straße bis Schölerberg verlängert. 1924/28 kamen Erweiterungen vom Hasetor bis zur Haster Mühle hinzu. Eine dritte Linie ging 1925 zunächst ab Arndtplatz bis Buersche Straße in Betrieb; vier Jahre später war der Endpunkt Schinkel erreicht. 1927 erfolgte eine Verlängerung der Linie 1 bis zum Heger Friedhof (Schweizerhaus). Anschließend erfolgte noch ein Ausbau vom Arndtplatz durch die Martinistraße zum Martiniplatz (heute Heinrich-Lübke-Platz). Am Anfang der 1930er Jahre waren damit die Grundzüge des Osnabrücker Straßenbahn-Netzes erreicht, mit denen es bis zum Ende der 1950er Jahre bestand.
Nach dem Zweiten Weltkrieg kam es noch zu zwei Ergänzungen: 1948 von der Haster Mühle bis Haste und 1953 von der Ernst-Sievers-Straße (Schweizerhaus) bis Heger Friedhof. Damit wurden die folgenden Linien befahren:
| Linie 1 | Hauptbahnhof – Möserstraße – Hauptpost – Herrenteichsstraße – Nikolaiort – Rißmüllerplatz – Heger Tor – Lotter Straße – Heger Friedhof                                                               |
| Linie 2 | Schölerberg – Johannisfriedhof – Iburger Straße – Rosenplatz (Johannistor) – Johannisstraße – Neumarkt – Nikolaiort – Hasetor – Haster Mühle – Haste (Bramstraße)                                    |
| Linie 3 | Schinkel – Schützenstraße – Rosenburg – Buersche Straße – Alte Poststraße – Wittekindstraße – Hauptpost – Neumarkt – Neuer Graben – Martinistraße – Arndtplatz – Martiniplatz (Heinrich-Lübke-Platz) |

Der Straßenbahnbetrieb wurde zwischen dem 30. November 1958 (Linie 3) und dem 29. Mai 1960 (Haster Mühle – Schölerberg) in drei Schritten eingestellt.

### Oberleitungsbus
Osnabrück hatte ab Ende 1949 bis Mitte 1968 ein Obusnetz mit zuletzt drei Hauptlinien und einer Streckenlänge von ca. 26 km. Die ersten rund 10 Betriebsjahre ergänzten Obusse das Straßenbahnnetz. Startpunkt war der Rißmüllerplatz, Ziel Eversburg und Atter. Sie ersetzten dort die bereits vor dem Zweiten Weltkrieg bestehenden Kraftomnibuslinien. 1958 beschloss die Stadt, alle Straßenbahnlinien einzustellen und durch Oberleitungs- oder auch Dieselbusse zu ersetzen. In den beiden Folgejahren wurde das Obusnetz daraufhin erheblich erweitert. Nur die Straßenbahn in Richtung Haste wurde durch Kraftomnibusse ersetzt. Die letzte Netzerweiterung nach Schinkel-Ost erfolgte erst zwei Jahre vor der Einstellung des Obus-Betriebes. Eingesetzt wurden am Ende etwa 30 Fahrzeuge, ein Teil von ihnen waren Anderthalbdecker. Der Obusverkehr in Osnabrück endete im Jahr 1968.

### Omnibus
Nachdem die Pläne für eine Pferdebahn mehrfach gescheitert waren, bot der Fuhrunternehmer Rahe ab Weihnachten 1888 regelmäßige Fahrten mit dem Pferdeomnibus zwischen Johannistor und Hofhaus an. Nur ein Vierteljahr später eröffnete er auch eine zweite Linie, die vom Rathaus zu beiden Bahnhöfen führte. Allerdings führten der schlechte Zustand der Straßen und häufige Wartezeiten an den Bahnübergängen dazu, dass die Verbindungen kaum attraktiver als ein Fußmarsch waren. Schon 1899 wurden diese Fahrten daher wieder eingestellt, auch die fünf Jahre vorher eingeführte Verbindung zum neuen Hauptbahnhof am Kreuzungspunkt der beiden Fernstrecken hatte sich als unwirtschaftlich erwiesen.
Die erste Diesel-Omnibuslinie in Osnabrück wurde am 12. Oktober 1924 eröffnet: die Osnabrücker Omnibusgesellschaft befuhr mit ihren Bussen eine Ringlinie vom Neumarkt durch den Stadtteil Schinkel und wieder zurück. Diese Linie konnte die Verkehrsströme jedoch nicht bewältigen und wurde nach nur zwei Jahren von der Straßenbahn ersetzt. Die Busse wurden von 1926 an auf der Linie vom Rißmüllerplatz nach Eversburg eingesetzt.
Am 1. Januar 1929 übernahmen die Stadtwerke die Gesellschaft und betrieben ab diesem Termin damit erstmals eigenen Busverkehr. Ein Jahr später folgte die Linie vom Hauptbahnhof/Rosenplatz nach Voxtrup. Bis zum Zweiten Weltkrieg wurden einige neue Fahrzeuge angeschafft, 1941 standen 18 Busse und drei Anhänger im Dienst der Stadtwerke. Durch die Zerstörungen im Krieg wurde jedoch auch das städtische Busnetz schwer in Mitleidenschaft gezogen, erst Anfang des Jahres 1946 konnte der Linienverkehr wieder aufgenommen werden. Zunächst wurden die Vorkriegsstrecken wieder in Betrieb genommen, aber bald darauf auch weitere Strecken neu eröffnet. Lediglich die Linie 5 (Rißmüllerplatz-Eversburg/Atter) wurde von 1949 bis 1968 nicht mit Omnibussen befahren oder eine Straßenbahn in die Innenstadt vorgesehen.
Im Jahr 1956 beschafften die Stadtwerke den ersten Anderthalbdecker-Omnibus. Nachdem zuvor auf den stärker frequentierten Strecken Einzelbusse mit Anhängern unterwegs waren, konnte nun mit einem kürzeren Fahrzeug eine größere Anzahl Fahrgäste transportiert werden. Aus diesem Grund wurden in den folgenden Jahren zahlreiche weitere Busse dieser Bauart beschafft, die in den 1960er Jahren das Straßenbild in Osnabrück prägten. Mit dem Aufkommen der VÖV-Busse um 1970 und gleichzeitigen Verlängerungen der Haltestellen wurden die Anderthalbdecker aber wiederum durch Gelenkbusse ersetzt.
In den 1990er Jahren war das Liniennetz auf eine ganz besondere Art geordnet: Linien in Richtung A→B trugen gerade, in umgekehrter Richtung ungerade Nummern (z. B. 31, 33, 41 und in Gegenrichtung 32, 34, 42). Dadurch bestand nicht nur an einem Treffpunkt – wie bei einigen modernen Stadtbussystemen heute, wenn ein sternförmiger Betrieb mit zentralem Endpunkt besteht –, sondern an allen Haltestellen eine klare Richtungszuordnung aller Linien.
1996 wurde die Verkehrsgemeinschaft Osnabrück gegründet. Ziel war eine Integration des Regionalbusverkehrs in das Stadtnetz. Das dafür entwickelte „Osnabrücker Modell“ erlangte große Beachtung und hat bis heute Vorbildfunktion. Ab 1998 erfolgte die Neugestaltung des Liniennetzes. Das bestehende Richtungssystem wurde ersetzt, Regionalbusse erhielten gleiche Bezeichnungen wie die Stadtbuslinien, jedoch mit im Uhrzeigersinn vorangestellter Hunderternummer (300→Melle, 400→Bad Rothenfelde etc.). Es wurde ein für Stadt- und Umland geltender durchgehender Takt („City-Takt“ und „Regio-Takt“) eingeführt. Nicht einbezogen war und ist dabei mit einer Ausnahme der Schienenverkehr.
Nachdem in den 1970er Jahren erstmals mehr als 20 Mio. Fahrgäste befördert wurden, ist diese Zahl mittlerweile (Stand 2018) auf über 36 Mio. gestiegen. Um den Verkehr auf den 24 Linien zu bewältigen, wurden im Jahr 2018 151 Busse durch die Stadtwerke eingesetzt.
Es gab in den 1970er Jahren Elstermanns Fahrpläne für die Stadt Osnabrück und die Umgebung.
Darin wurden die Stadtbuslinien in Osnabrück veröffentlicht, wobei es immer eine einstellige Grundnummer gab, zu der dann ein- und zweistellige Liniennummern gehörten.
Im Sommer 1976 waren in Osnabrück 9 Stadtbuslinien (die meisten auf den gemeinsamen Haupt-Abschnitten in Hauptzeiten alle 10 Minuten, in Linienverzweigungen alle 20 Minuten):
1: 15 Hörne / 13 Hellern – Zur Spitze Hörner Weg – 11 Sandgrube (im Wechsel über Mittagskamp) – Heinrich-Lübke-Platz – Neumarkt – 1 Hauptbahnhof – Rosenburg – 12 Südstraße – 14 Gretescher Turm – 10 Lüstringen-Ost / 18 Lüstringen-Darum
2: 26 Atterfeld / (22 Attersee) – 22 Eversburg-Atter / 24 Eversburg-Büren – Bahnhof Eversburg – Piesberger Straße – Neumarkt – Rosenplatz – Schölerberg – 21 Berningshöhe / 23 Nahne – 25 Franziskus-Hospital
3: 36 Bundeswehrkrankenhaus – Paracelsus-Klinik – 32 Liszthof / 34 Heger Friedhof – Lotter Kirchweg – Neumarkt – Rosenburg – (im Wechsel 3, 33, 35 über Tannenburgstraße, 31, 33, 35 über Schinkeler Friedhof) – 3, 31 Schinkel-Ost – 33 Gretesch – 35 Gretescher Turm
4: 42 Haster Berg – 4 Bramstraße – Haster Mühle – Roopstraße – Hasetor – Neumarkt – Rosenplatz – Spitze Voxtrup – 43 Voxtrup / 41 Düstrup – Bahnhof Lüstringen – 45 Gretescher Turm
5: 51 Dodesheide-Sternstraße – Hasetor – Neumarkt – Hoffmeyerplatz – 52 Rosenplatz / 54 Wüste
6: 61 Dodesheide – 6 Hauptbahnhof – Neumarkt – Rosenplatz – 62 Jellinghausstraße
7: 73 Belm – 71 Belm-Plackenellern – 7 Nordstraße – Neumarkt – Rosenplatz – 72 Sutthausen – 72 Bahnhof Sutthausen / 76 Schloß Wulften
8: 86 Fledder-Ost – 81 Hauptbahnhof – Neumarkt – Roopstraße – Haster Mühle – Pye-Feldkamp – 83 Pye-Moorweg / 8 Hollage
E: E Sedanstraße – Paracelsus-Klinik – Römereschstraße – Dodesheide – Nordstraße – E Belm-Stettiner Straße

Bei den regionalen Buslinien (überwiegend Bahnbus, Postbus, teilweise private Busunternehmen) werden für das Jahr 1976 in Elstermanns Fahrplänen die folgenden Buslinien angezeigt:
| Linie | Verlauf |
| ----- | --- |
| 2750  | Osnabrück Hbf – Wallenhorst – Hollage / Engter – Vörden – Damme                                                                                            |
| 2751  | Osnabrück Hbf – Belm – Icker – Venne – Vörden – Bramsche Bf                                                                                                |
| 2752  | Stadtverkehr Bramsche: drei Linien von Bramsche Bf. nach Achmer, Gartenstadt, Engter                                                                       |
| 2755  | Osnabrück Hbf – Wallenhorst – Bramsche Bf. – Merzen – Fürstenau Bf (– Haselünne)                                                                           |
| 2756  | Bohmte Bf – Bad Essen Bf. – Preußisch Oldendorf Bf. |
| 2757  | Osnabrück Hbf – Belm / Wissingen / Bissendorf – Schledehausen – Bad Essen – Büscherheide / Oldendorf / Gesmold – Melle Bf. – St. Annen / Wellingholzhausen |
| 2757  | Wissingen Bf – Schledehausen |
| 2758  | Osnabrück Hbf – Rulle – Icker – Vehrte(-Nord) |
| 2759  | Osnabrück Hbf – Oesede – Kloster Oesede / Bissendorf – Borgloh – Hilter – Dissen – Dissen-Bad Rothenfelde Bf. – Bad Rothenfelde                            |
| 2761  | Osnabrück Hbf / Georgsmarienhütte – Oesede – Bad Iburg – Glandorf – Bad Laer – Bad Rothenfelde – Dissen-Bad Rothenfelde Bf – Dissen                        |
| 2762  | Osnabrück Hbf – Oesede – Georgsmarienhütte / Holzhausen – Hagen – Bad Iburg / Leeden                                                                       |
| 2765  | Osnabrück Hbf – Hasbergen – Natrup-Hagen – Lengerich(W.) Bf (Linie 1 beschriftet)                                                                          |
| 2766  | Osnabrück Hbf – Lotte – Tecklenburg – Lengerich(W.) – Ladbergen – Greven – Münster(W.) Hbf                                                                 |
| 2772  | Osnabrück Hbf – Lotte – Ibbenbüren – Rheine Bf. |
| 2773  | Osnabrück Hbf – Wersen – Westerkappeln – Mettingen – Recke – Hopsten (Linien 1 und 6)                                                                      |
| 2850  | Osnabrück Hbf – Belm – Ostercappeln – Bad Essen – Heithöfen / Pr. Oldendorf – Lübbecke / Venne / Bohmte Bf – Lemförde Bf – Lembruch – Diepholz Bf          |
| 2996  | Osnabrück Hbf – Oesede – Bad Iburg – Glandorf – Sassenberg – Warendorf Bf – Ahlen Bf                                                                       |
| 55314 | Osnabrück Hbf – Gaste – Lengerich – Ladbergen |
| 55321 | Osnabrück Hbf – Lotte – Ibbenbüren (Linie 21) |

### Elektrobus
Zur Verminderung von Abgasen und Lärm, der Abkehr von fossilen Energieträgern sowie (langfristig) aus finanziellen Gründen wurde durch die Stadtwerke die Elektrifizierung des innerstädtischen Busnetzes eingeleitet. Mit der Linie M1 wurde am 8. April 2019 die erste vollständig elektrifizierte Stadtbuslinie eröffnet. Nach Angaben der Stadtwerke Osnabrück ist diese zum Zeitpunkt der Eröffnung mit rund 13 Kilometern die längste Elektrobuslinie Deutschlands.

#### e:Bus 94

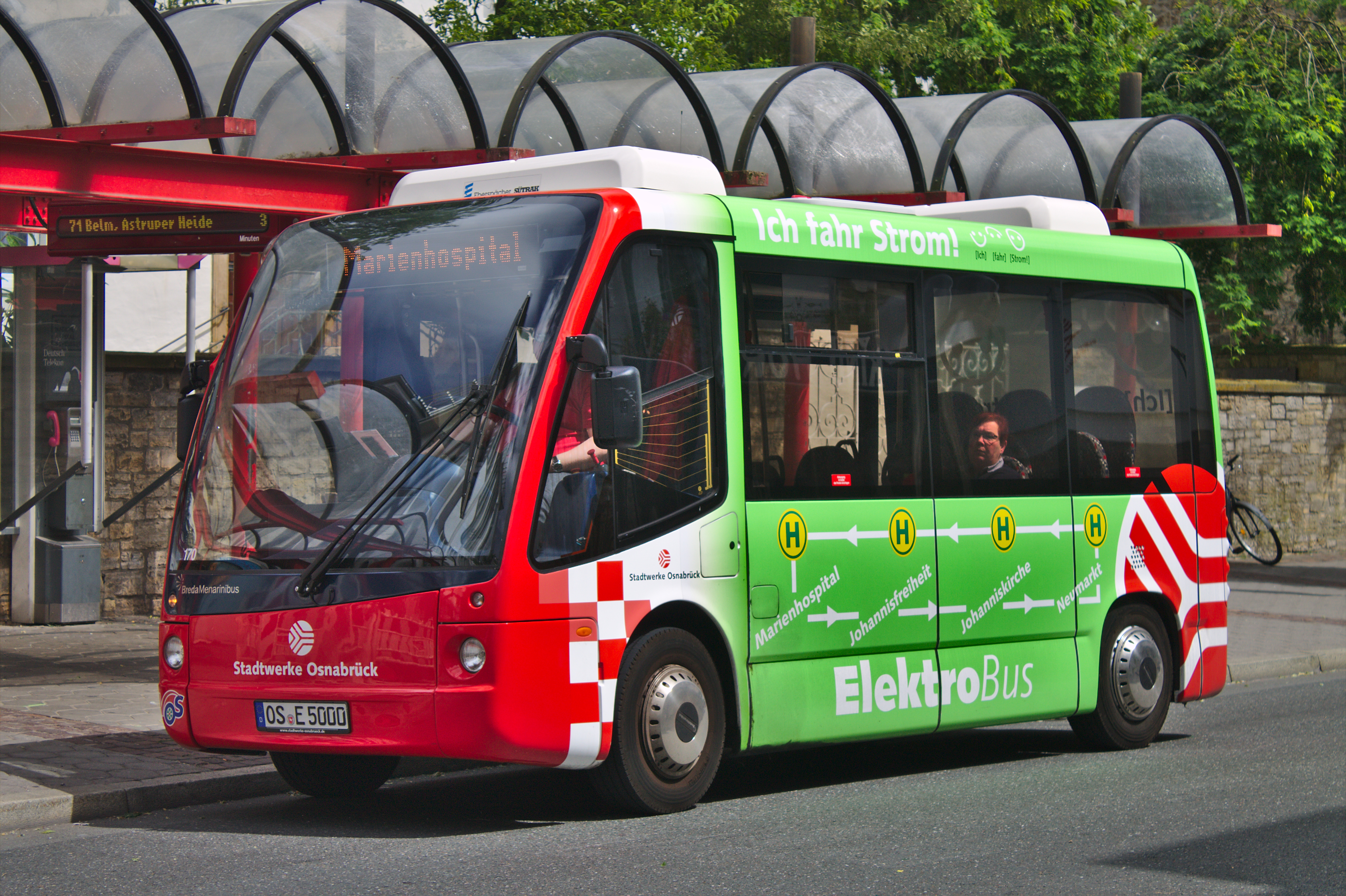
Elektrobus (BredaMenariniBus) auf der Linie 94 (2013)

Da die Stadtwerke zunächst keinerlei Erfahrungen mit Elektrobussen hatten, begann ab August 2011 ein Testbetrieb auf der neu eingeführten Quartierslinie 94 im Stadtzentrum. Diese band das Marienhospital an das Stadtbusnetz an und fuhr zunächst als Ringlinie vom Neumarkt aus. Ab 2013 wurde sie über den Hauptbahnhof zur Rosenburg weitergeführt, dieser Linienabschnitt musste aufgrund der maroden Eisenbahnbrücke an der Hamburger Straße jedoch später wieder gestrichen werden.
Das seit 2011 zuerst eingesetzte Modell war ein Minibus des Modells BredaMenarinibus ZEUS M 200 E. Zum damaligen Zeitpunkt war dies der erste im Linienbetrieb eingesetzte Batteriebus Deutschlands. Aufgrund der Erfahrung, die mit den Batterien dieses Modells im Probebetrieb gemacht wurden, wurde die Reichweite in den Planunterlagen von 200 auf 150 Kilometer heruntergesetzt. Ab August 2013 kam ein Midibus des Modells PVI Oreos 4X hinzu.
Zwischen Oktober 2013 und Februar 2014 fiel der BredaMenarinibus im Testbetrieb wegen Problemen mit der Akku-Batterie aus und musste durch einen dieselbetriebenen Minibus ersetzt werden. Weitere Ausfallzeiten wurden durch Defekte in Nebenaggregaten der Busse ausgelöst. Trotz dieser Probleme wurde der Testbetrieb grundsätzlich als erfolgreich bewertet, da die Verfügbarkeit des PVI-Modells laut eigenen Angaben über der eines Dieselbusses liege. Die Erfahrungen aus dem Testbetrieb der Linie 94 flossen in die Planungen zum Ausbau des Elektrobusverkehrs in Osnabrück ein. Der BredaMenarinibus wurde 2017 ausgemustert und an eine Hochschule verschenkt. Im Mai 2018 wurde die Linie aufgrund einer größeren Baumaßnahme am Neumarkt bis auf weiteres eingestellt.
Im Busnetz 2020, das im Februar 2020 in Betrieb ging, ist die Linie nicht mehr enthalten. Das Marienhospital wird stattdessen über einen Halt der Linie 13 in Richtung Voxtrup angebunden.

#### Metrobus-Linie M1

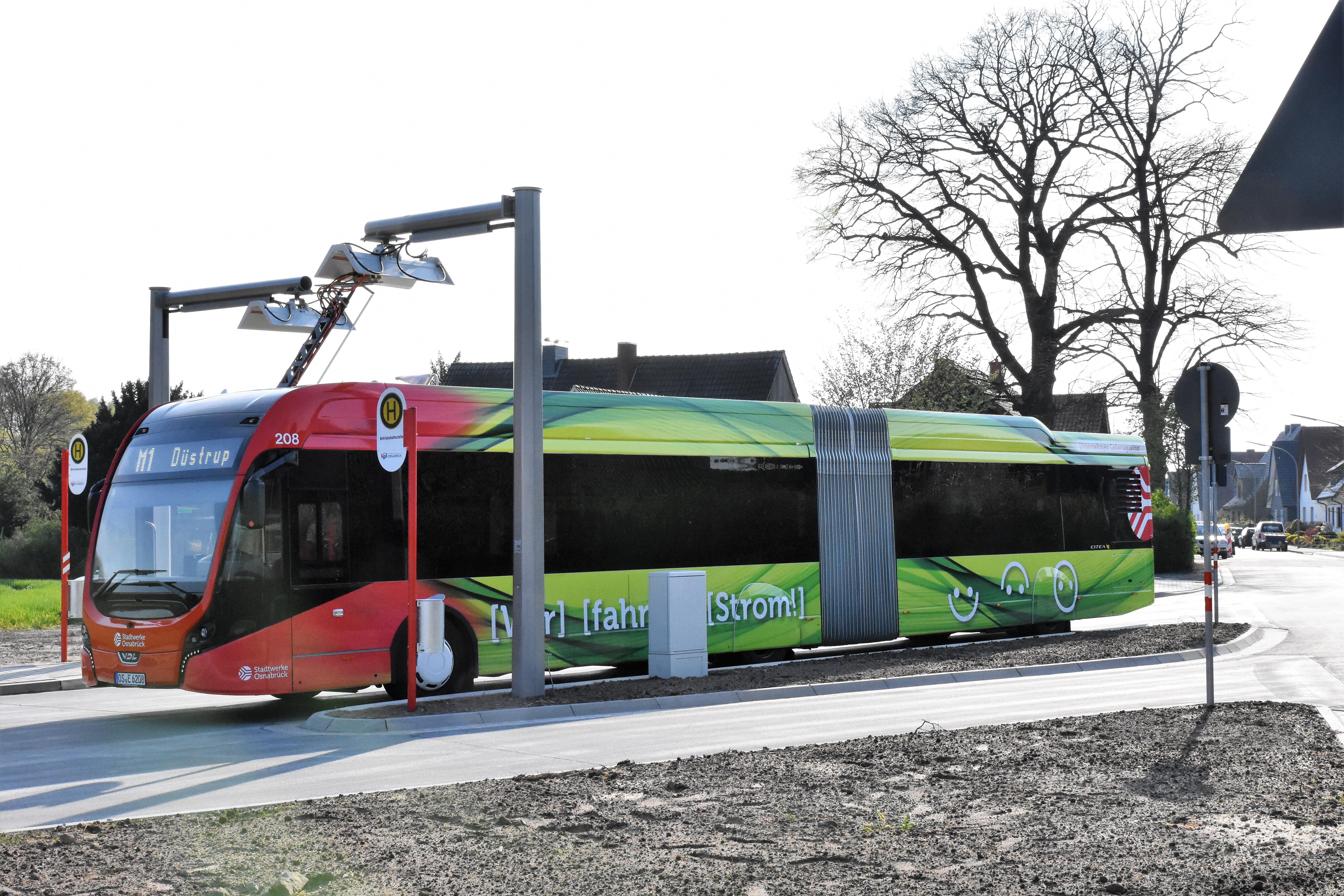
Die Akkus des Busses VDL Citea SLFA-181 werden an der Endhaltestelle in Haste aufgeladen.

Im Jahr 2015 wurde beschlossen, die Stadtbuslinie 41 zwischen Haste und Düstrup auf Elektrobusse umzustellen. Eine erste Ausschreibung für 13 elektrische Gelenkbusse hatte im Dezember 2017 der niederländische Hersteller VDL Bus & Coach mit dem Modell Citea SLFA 181 Electric gewonnen. VDL liefert neben den Bussen auch die Ladeinfrastruktur und führt die nötigen Schulungen bei den Stadtwerke-Mitarbeitern durch. Neben 14 herkömmlichen Ladestationen für den Busbetriebshof wurden auch je eine Schnellladestation auf dem Betriebshof und an den Endhaltestellen der Linie in Haste und Düstrup gebaut. Die Verbindung zwischen Bus und Ladestation wird mittels eines Stromabnehmers im vorderen Bereich des Fahrzeugs hergestellt. Der Schnellladevorgang soll rund 10 Minuten dauern. Um eine neutrale Ausgangslage für künftige Elektrobus-Ausschreibungen zu schaffen, sollen die Ladestationen nicht nur von VDL-Bussen, sondern auch von Elektrobussen anderer Hersteller genutzt werden können. Der Auftragswert des Gesamtsystems beträgt rund 11,5 Millionen Euro. Das Land Niedersachsen hat die Anschaffung mit drei Millionen Euro unterstützt. Weitere 21,3 Mio. Euro Förderung erhielten die Stadtwerke vom Bundesumweltministerium, unter anderem aus dem Fördertopf für Elektrobusse des Sofortprogramms Saubere Luft.
Die Osnabrücker Elektrobusse sind 18,15 m lang, 2,55 m breit, 3,49 m hoch und bieten 131 Fahrgästen Platz. Außerdem verfügen sie über vier Türen, Außenlautsprecher und -beleuchtung, Videoüberwachung, USB-Steckdosen für die Fahrgäste sowie ein Fahrgastinformationssystem. Der Elektromotor von Siemens leistet maximal 210 Kilowatt. Die Akkus haben eine Kapazität von 190 Kilowattstunden, die vertraglich zugesicherte Reichweite beträgt 60 Kilometer. Das Leergewicht beträgt rund 18 Tonnen.
Die Busse des ersten Loses verfügen über eine dieselbetriebene Zusatzheizung. Grund dafür soll sein, dass moderne Elektromotoren und Akkus nicht genug Abwärme produzieren, um die Busse auch an kalten Wintertagen ausreichend zu heizen. Eine mit der Energie aus den Akkus betriebene elektrische Zusatzheizung hingegen würde die Reichweite der Busse zu weit absenken, sodass die Linie nicht mehr vollständig bedient werden könnte. Um auch im Winter die Schadstoffbelastung in besonders betroffenen Gebieten wie der Innenstadt zu senken, soll die Zusatzheizung mittels Geofencing auf bestimmten Linienabschnitten ausgeschaltet werden.
Die Attraktivität der Elektrobuslinie soll durch sogenannte Busbeschleunigung weiter gesteigert werden. So wurden zwei Kreuzungsbereiche an der Bramscher Straße umgebaut, um eine schnellere und direktere Linienführung zuzulassen.
Die elektrifizierte Linie 41 wurde in eine Metrobuslinie umgewandelt und in M1 umbenannt. Nach einem Testbetrieb ab Ende März 2019 wurde die Linie am 8. April 2019 offiziell in Betrieb genommen. Auf der M1 werden normalerweise ausschließlich die neuen Elektrobusse eingesetzt, lediglich bei Störungen und Ausfällen kommen weiterhin vereinzelt auch Dieselbusse zum Einsatz. Für die Linie M1 wurde in Düstrup die Endhaltestelle am dortigen Kreisverkehr umgebaut. Die Haltestelle Molenseten wird von nun an in beiden Richtungen bedient, während die Haltestelle Am Heidekotten nur noch von Einsatzbussen bedient wird. Die Haltestelle Spitze Voxtrup wurde stadteinwärts in die Düstruper Straße verlegt. Die Haltestelle Haste (Haster Berg) wurde durch Östringer Weg ersetzt. Die Haltestelle Rostocker Straße wurde komplett eingestellt. Die Haltestelle Berningstraße wurde stadteinwärts in die gleichnamige Straße verlegt. Bis zum 8. April 2019 diente die Haltestelle Haste noch als provisorische Endhaltestelle, seit dem 9. April 2019 führt die Linie bis zur neuen Endhaltestelle auf Höhe Am Krummen Kamp.

#### Metrobus-Linien M2 bis M5
Auch die weiteren Metrobuslinien wurden mittlerweile elektrifiziert: Ab Ende 2020 wurden die Linien M2 und M3 auf Elektrobusse umgestellt, Ende 2021 und Anfang 2022 folgten die Linien M4 und M5. Im Vorfeld wurden die Endhaltestellen Bahnhof Sutthausen, Belm Astruper Heide, Dodesheide Waldfriedhof, Hagen-Süd, Hellern-Nord, Kreishaus/Zoo, Landwehrviertel und Schinkel-Ost neu gebaut bzw. um Ladestationen ergänzt. Die beiden dafür benötigten Baulose für 22 und 27 weitere Elektrobusse waren zu einer gemeinsamen Ausschreibung zusammengefasst worden. Diese Ausschreibung konnte ebenfalls der niederländische Hersteller VDL mit dem gleichen Modell für sich entscheiden. Der erste Bus des zweiten Bauloses wurde im August 2020 ausgeliefert. Mit Auslieferung des letzten Fahrzeugs im Jahr 2021 verfügen die Stadtwerke über insgesamt 62 batteriebetriebene VDL-Gelenkbusse. Im Unterschied zum ersten verfügen die Busse des zweiten Bauloses über einen Abbiegeassistenten und haben keine fossile Zusatzheizung mehr.
Nach Angaben der Stadtwerke sorgen die 62 Elektrobusse für eine CO2-Einsparung von jährlich ca. 2100 Tonnen gegenüber einer alternativen Bedienung mit Dieselgelenkbussen.

## Nahverkehr heute

### Schienenverkehr

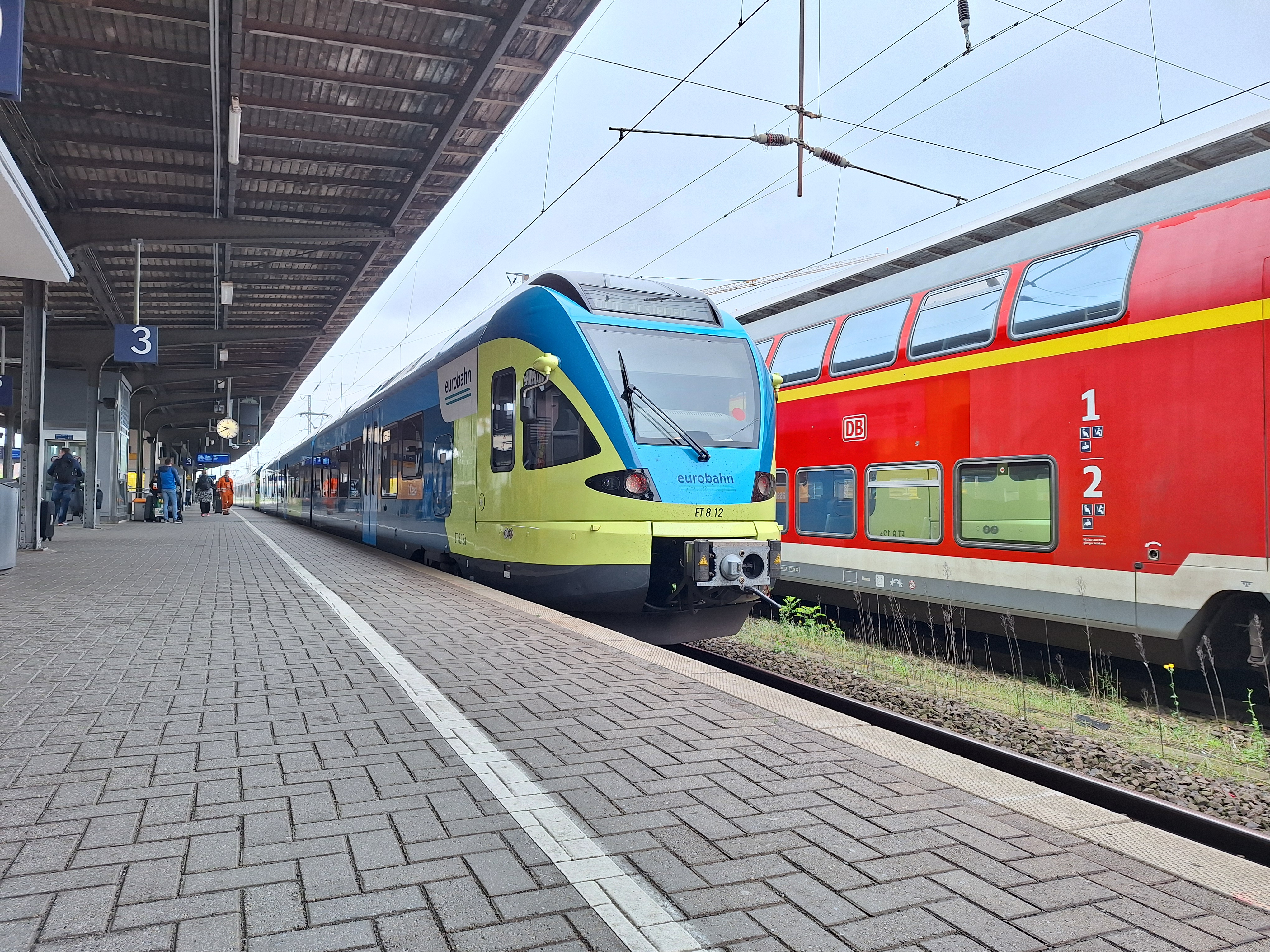
Regionalzüge in Osnabrück Hbf

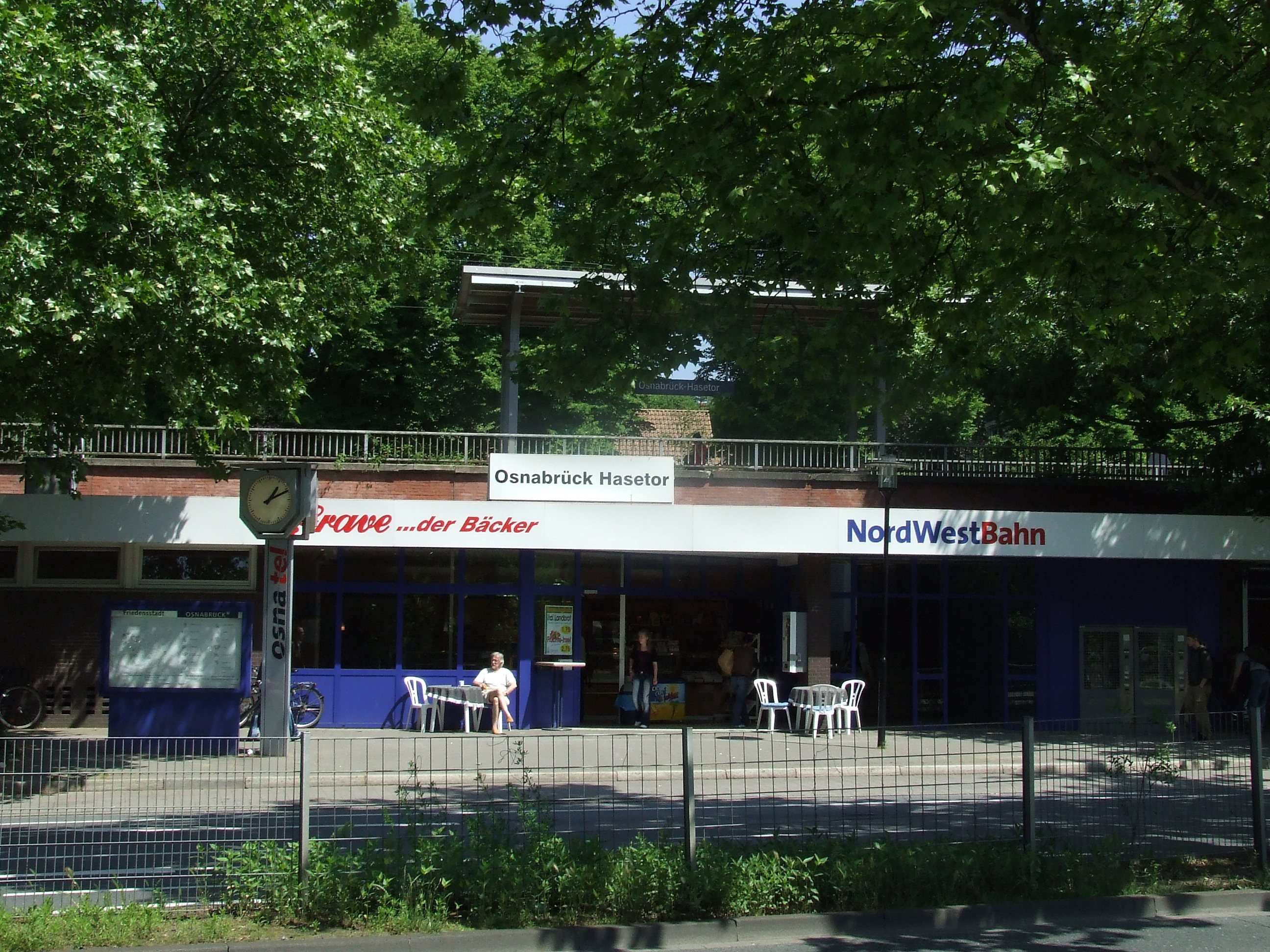
Bahnhof Osnabrück Altstadt (Hasetor)

Der zentral gelegene Hauptbahnhof ist Umsteigeknoten für den Schienen- und Busverkehr. Hier kreuzen sich die im Fern- und Nahverkehr befahrenen Bahnstrecken Wanne-Eickel–Münster–Hamburg („Rollbahn“) und Hannover–Rheine, von denen drei im Regionalverkehr befahrene Strecken abzweigen.
Im Osnabrücker Stadtgebiet gibt es zwei weitere Stationen: Den am Rande der Altstadt an der Strecke Hannover–Rheine, in Richtung Oldenburg und nach Vechta–Delmenhorst gelegenen Haltepunkt Osnabrück Altstadt (bis 2009 Osnabrück Hasetor) und den Haltepunkt Osnabrück-Sutthausen im gleichnamigen Stadtteil am Haller Willem nach Bielefeld. Diese Halte sind direkt an das Busnetz angebunden. Die innerstädtische Umsteigeverbindung Altstadt–Hbf–Sutthausen kann wegen des fehlenden Verbundtarifs (VOS-Zeitkarten werden nicht anerkannt) kaum genutzt werden. Die ehemaligen Bahnhöfe in Eversburg, Hörne und Lüstringen, der Hannoversche Bahnhof (nahe Berliner Platz) sowie die außerhalb der Stadtgrenze liegenden Stationen Lotte, Belm und Vehrte (im Bereich des Stadtbustarifes) werden nicht mehr bedient. Für Museumszüge bestehen ferner der Bahnhof Osnabrück-Piesberg (Zechenbahnhof) und der Haltepunkt „Ostbahnhof“ im Hafen auf Höhe der Römerschstraße.
Es gibt die folgenden Fahrplantabellen:
- 375 (Hengelo -) Bad Bentheim – Rheine – Osnabrück – Bünde(W.) – Bielefeld / Löhne(W.)
- 385 Münster (W.) – Osnabrück – Diepholz – Bremen
- 392 Osnabrück – Bramsche – Quakenbrück – Cloppenburg – Oldenburg – Wilhelmshaven
- 394 Osnabrück – Bramsche – Vechta – Delmenhorst – Bremen
- 402 Osnabrück – Dissen-Bad Rothenfelde – Halle(W.) – Bielefeld

Im Schienenpersonennahverkehr verkehren ab Osnabrück folgende Linien: Stand: 3. Februar 2024
| Linie | Verlauf                                                                                   | Betreiber / EVU    |
| ----- | ----------------------------------------------------------------------------------------- | ------------------ |
| RE 2  | Düsseldorf – Duisburg – Essen – Gelsenkirchen – Münster – Osnabrück (Rhein-Haard-Express) | DB Regio NRW       |
| RE 9  | Bremerhaven – Bremen – Osnabrück                                                          | DB Regio Nord      |
| RE 18 | Wilhelmshaven – Oldenburg – Osnabrück                                                     | NordWestBahn (NWB) |
| RE 60 | Rheine – Osnabrück – Hannover – Braunschweig ( – Helmstedt ) „Ems-Leine-Express“          | Westfalenbahn      |
| RB 58 | Bremen – Vechta – Osnabrück                                                               | NWB                |
| RB 61 | Hengelo – Bad Bentheim – Osnabrück – Herford – Bielefeld „Wiehengebirgs-Bahn“             | Eurobahn           |
| RE 62 | Rheine – Osnabrück – Löhne                                                                | DB Regio           |
| RB 66 | Münster – Lengerich – Osnabrück „Teuto-Bahn“                                              | Eurobahn           |
| RB 75 | Bielefeld – Halle (Westf.) – Osnabrück „Haller Willem“                                    | NWB                |

### Stadtbusverkehr

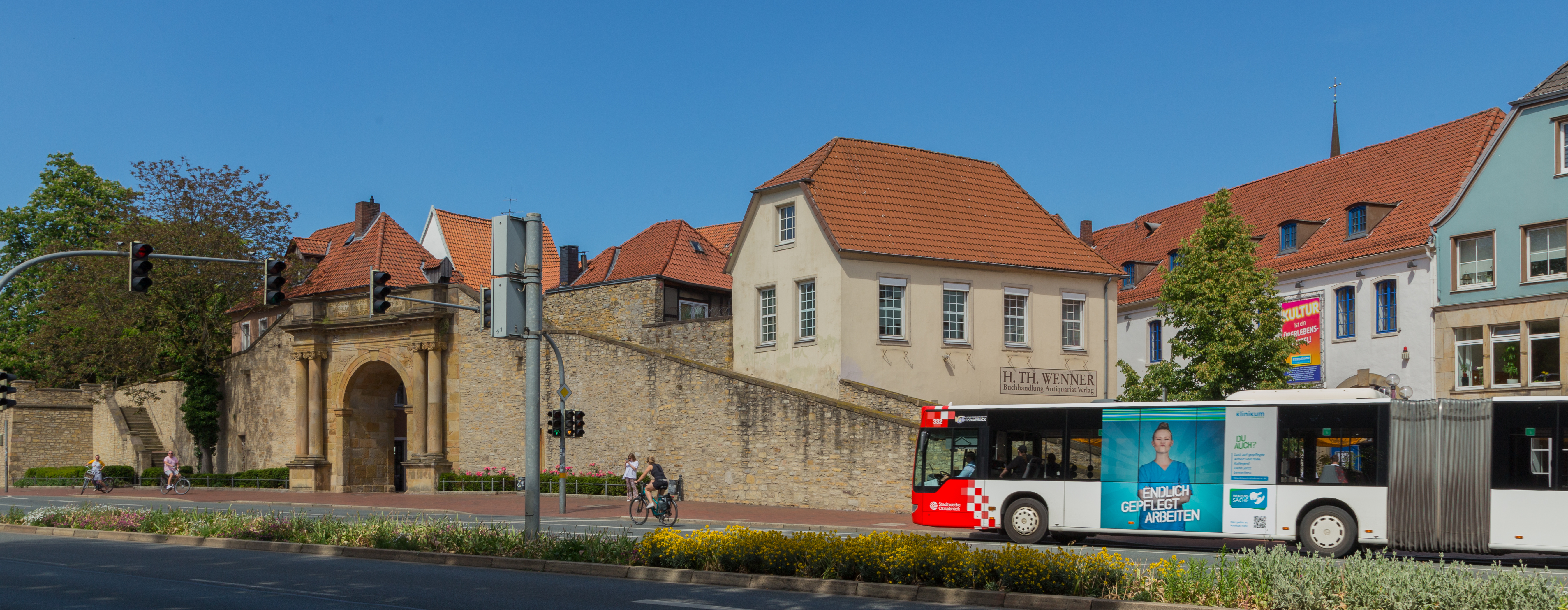
Stadtbus am Heger Tor

Am 5. Februar 2020 ging ein neues, komplett überarbeitetes Liniennetz in Osnabrück in Betrieb. Es besteht aus fünf Metrobuslinien (M1–M5) auf den Hauptachsen, die durch neun Stadtbuslinien (Liniennummern 11–19) sowie eine Ringlinie (Linie 10/20) ergänzt werden. Hinzu kommen zwei Anrufbuslinien (113 und 119) und drei Linien mit zeitweiser Bedienung für den Berufs- und Schülerverkehr (151, 152, 160). Im werktäglichen Berufs- und Schülerverkehr sowie bei Veranstaltungen fahren außerdem Verstärkerlinien und E-Wagen, diese sind mit einem „E“ gekennzeichnet.
Im Abendverkehr und an Wochenenden werden die Taktzeiten verlängert. Zu diesen Zeiten treffen sich die Busse gleichzeitig am Neumarkt – es besteht dann ein Rendezvous-System. Wegen der teilweise weit auseinander liegenden Haltestellen am Umsteigeknoten Neumarkt entstehen dabei lange Anschlusswartezeiten. Eine marode Brücke der Hamburger Straße über die Bahngleise am Hauptbahnhof ist derzeit für den Busverkehr gesperrt, wodurch bis zum Neubau der Brücke kein direkter Busverkehr zwischen Hauptbahnhof und Rosenburg mehr möglich ist.
Zum Fahrplanwechsel am 2. September 2021 wurden die Linien 113 und 119 aufgegeben sowie die Ringlinien „getrennt“, diese enden jetzt an der Rosenburg.
Im Einzelnen sieht das neue Netz folgende Linien ab dem 02.09.2021 vor:
| Linie                        | Linienweg |
| MetroBus                     | MetroBus |
| ---------------------------- | --- |
| M1                           | Düstrup – Voxtrup Spitze – Rosenplatz – Neumarkt – Theater – Hasetor/Bf. Altstadt – Eberleplatz – Haste |
| M2                           | Landwehrviertel – Eversburger Platz – Campus Westerberg – Heger Tor – Neumarkt – Hauptbahnhof |
| M3                           | Schinkel-Ost – Tannenburgstraße – Rosenburg – Berliner Platz – Neumarkt – Rosenplatz – Uhlhornstraße – (Osnabrücker Werkstätten –) Bf. Sutthausen (– Holzhausen – Hagen a.T.W.) |
| M4                           | Hellern Nord –Hellern – Heinrich-Lübke-Platz – Neumarkt – Berliner Platz – Schützenstraße – Belm, Astruper Heide |
| M5                           | Dodesheide Waldfriedhof – Ellerstraße Nord – Haster Weg – Hasetor/Bf. Altstadt – Theater – Neumarkt – Rosenplatz – Nahne – Kreishaus/Zoo |
| StadtBus                     | |
| 10                           | Hauptbahnhof – Neumarkt – Heger Tor – Saarplatz – Klinikum Finkenhügel – Eversburger Platz – Bramstraße – Haster Weg – Schützenstraße – Rosenburg |
| 12                           | Hauptbahnhof – Neumarkt – Rosenplatz – Schölerberg – Paradiesweg – Franziskus-Hospital (besteht aus Fahrten der Regiobusse 462 bis 469) |
| 13                           | Hauptbahnhof – Neumarkt – Hannoversche Straße – Voxtrup Spitze – Voxtrup (besteht teilweise aus Fahrten der Regiobusse 381, 382) |
| 14                           | Berningshöhe – Uhlhornstraße – Neumarkt – Hauptbahnhof – Berliner Platz – Haster Weg – Nettebad (– Eberleplatz) |
| 15                           | (R15 Ibbenbüren) - (R15 Lotte) - IKEA – Hellern Nord – Heger Friedhof – Saarplatz – Heger Tor – Neumarkt – Hauptbahnhof – Berliner Platz – Ellerstraße Nord – Dodesheide Waldfriedhof |
| 16                           | Gretescher Turm - Schöller - (Gretesch) - Gretescher Weg - Schinkel-Ost - Rosenburg - HBF - Neumarkt - Heinrich-Lübke-Platz - Saarplatz - Campus Westerberg – Eversburger Platz – Eversburg – Büren (- R16 Wersen/Westerkappeln)                                                                |
| 17                           | Hellern Nord – IKEA – Kreisel Atterfeld – Landwehrstraße oder (Attersee –) Atter Strothesiedlung – Landwehrstraße – Eversburg – Eversburger Platz – Campus Westerberg – Saarplatz – Heinrich-Lübke-Platz – Neumarkt – Hauptbahnhof – Rosenplatz – Voxtruper Straße – Voxtrup Spitze (– Voxtrup) |
| 18                           | Pye Moorweg – Bramscher Straße – Heger Tor – Neumarkt – Berliner Platz – Rosenburg – Gretescher Turm – Darum |
| 19                           | (Hörne – Zur Spitze –) Sandgrube – Wüste – Neumarkt – Berliner Platz – Rosenburg – Gretescher Turm – Lüstringen Ost |
| 20                           | Rosenburg – Schützenstraße – Haster Weg – Bramstraße – Eversburger Platz – Klinikum Finkenhügel – Saarplatz – Heger Tor – Neumarkt – Hauptbahnhof |
| Linien mit einzelnen Fahrten | |
| 151                          | Hettlicher Masch – Doppheide – Gesmolder Straße – Hauptbahnhof – Neumarkt |
| 152                          | Neumarkt – Heger Tor – Pagenstecherstraße – Hafen West (– Landwehrstraße – Atter Strothesiedlung – Attersee) |
| 160                          | Hörne – Schule Hellern |

(Stand: Februar 2020)
Einige Haltestellen im Stadtgebiet werden nur von Regionallinien bedient:
| Regionallinie(n)                         | Verlauf | exklusiv bediente Haltestellen                             |
| ---------------------------------------- | --- | ---------------------------------------------------------- |
| X492/X493                                | Hauptbahnhof – Neumarkt – Kurt-Schumacher-Damm – Lengericher Landstraße – Hasbergen (– Hagen a.T.W.)                                                        | Rückertstraße, Mittagskamp, Wiehmeyer, Lobbertkamp, Hinnah |
| X583                                     | Hauptbahnhof – Neumarkt – Hasetor/Bf. Altstadt – Oldenburger Landstraße – Wallenhorst, Berliner Straße                                                      | Oldenburger Landstraße/Hochschule, Auf dem Klee            |
| X610                                     | Hauptbahnhof – Neumarkt – Hasetor/Bf. Altstadt – Bramsche – Fürstenau                                                                                       |                                                            |
| X584                                     | Hauptbahnhof – Neumarkt – Hasetor/Bf. Altstadt – Oldenburger Landstraße – Lechtingen – Wallenhorst – Hollage                                                | Oldenburger Landstraße/Hochschule, Auf dem Klee            |
| X585                                     | Hauptbahnhof – Neumarkt – Hasetor/Bf. Altstadt – Oldenburger Landstraße – Lechtingen – Rulle – Wallenhorst – Engter – Vörden – Damme                        | Oldenburger Landstraße/Hochschule, Auf dem Klee            |
| X586                                     | Hauptbahnhof – Neumarkt – Hasetor/Bf. Altstadt – Oldenburger Landstraße – Gruthügel – Rulle – Wallenhorst oder Icker                                        | Oldenburger Landstraße/Hochschule, Auf dem Klee            |
| 463–464 (bis Franziskus-Hospital als 12) | Hauptbahnhof – Neumarkt – Rosenplatz/Iburger Str. – Paradiesweg – Harderberg, Franziskus-Hospital – Georgsmarienhütte – (Bad Iburg/Borgloh/Bad Rothenfelde) | Am Nahner Friedhof, Mehring                                |
| 462,465 – 469 (bis Paradiesweg als 12)   | Hauptbahnhof – Neumarkt – Rosenplatz/Iburger Str. – Paradiesweg – Georgsmarienhütte – (Bad Iburg/Borgloh/Bad Rothenfelde)                                   |                                                            |
| X460                                     | Hauptbahnhof – Neumarkt – Rosenplatz/Meller Str. – Hannoversche Str. – Georgsmarienhütte – (Kloster Oesede/Hilter am Teutoburger Wald/Bad Rothenfelde)      |                                                            |

(Stand: April 2019)
Nur vom Regionalbus im Osnabrücker Stadtgebiet werden bedient:
533 Neumarkt – Hauptbahnhof – Haster Friedhof (- Rulle – Wallenhorst) betrifft Haltestelle Haster Friedhof
Nur vom Regionalbus im Tarifgebiet Osnabrück-Belm werden bedient
X273, X274, X275, X276, X373 (Hbf. -) Neumarkt – Belm, Lecon (teilweise Belm, Hof Eistrup)
Abschnitte in Klammern werden von durchgehenden Regionalbussen mit abweichenden, dreistelligen Liniennummern befahren. Die Zielbeschilderung an den Fahrzeugen dieser Linien ist teilweise zweizeilig: unten Stadtlinie mit Endziel im Stadtgebiet Osnabrück, darüber Regionallinie mit Endpunkt. Liniennummern mit dem Zusatz „X“ bedeuten Express-Bus: stadtauswärts kein Ausstieg, stadteinwärts kein Zustieg im Stadtgebiet Osnabrück.

#### Busanhänger

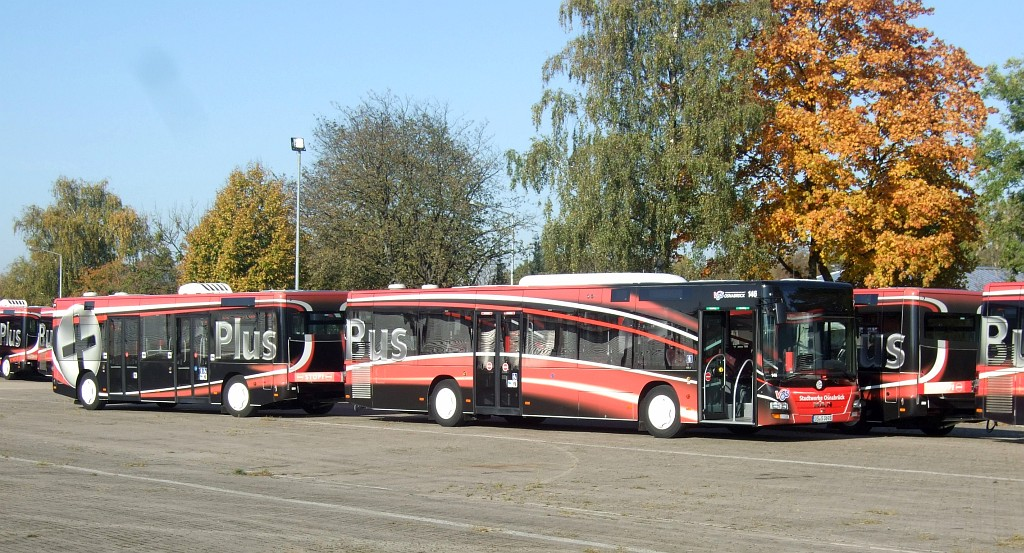
„Plus-Bus“ (Busanhänger-Gespann)

Nach einer Testphase im Jahr 2009 setzen die Stadtwerke Osnabrück seit 2010 regelmäßig Busanhänger (Modell Göppel Maxi-Train) unter dem Namen „Plus-Bus“ bzw. „Bus-Plus“ im Stadtbusverkehr ein. Diese kamen vor allem auf der damaligen Campuslinie 21 über Universität und Hochschule zum Einsatz. Stand Oktober 2024 sind von den zwischenzeitlich sieben vollständigen Gespannen noch drei aktiv, die vor allem zu Stoßzeiten wie dem morgendlichen Schülerverkehr eingesetzt werden. Mit der Anschaffung von Solo-Elektrobussen im Jahr 2025 sollen die dieselbetriebenen Zugfahrzeuge ausgemustert werden, womit die Gespanne aus dem Stadtbild verschwinden werden.

### Regionalbusverkehr

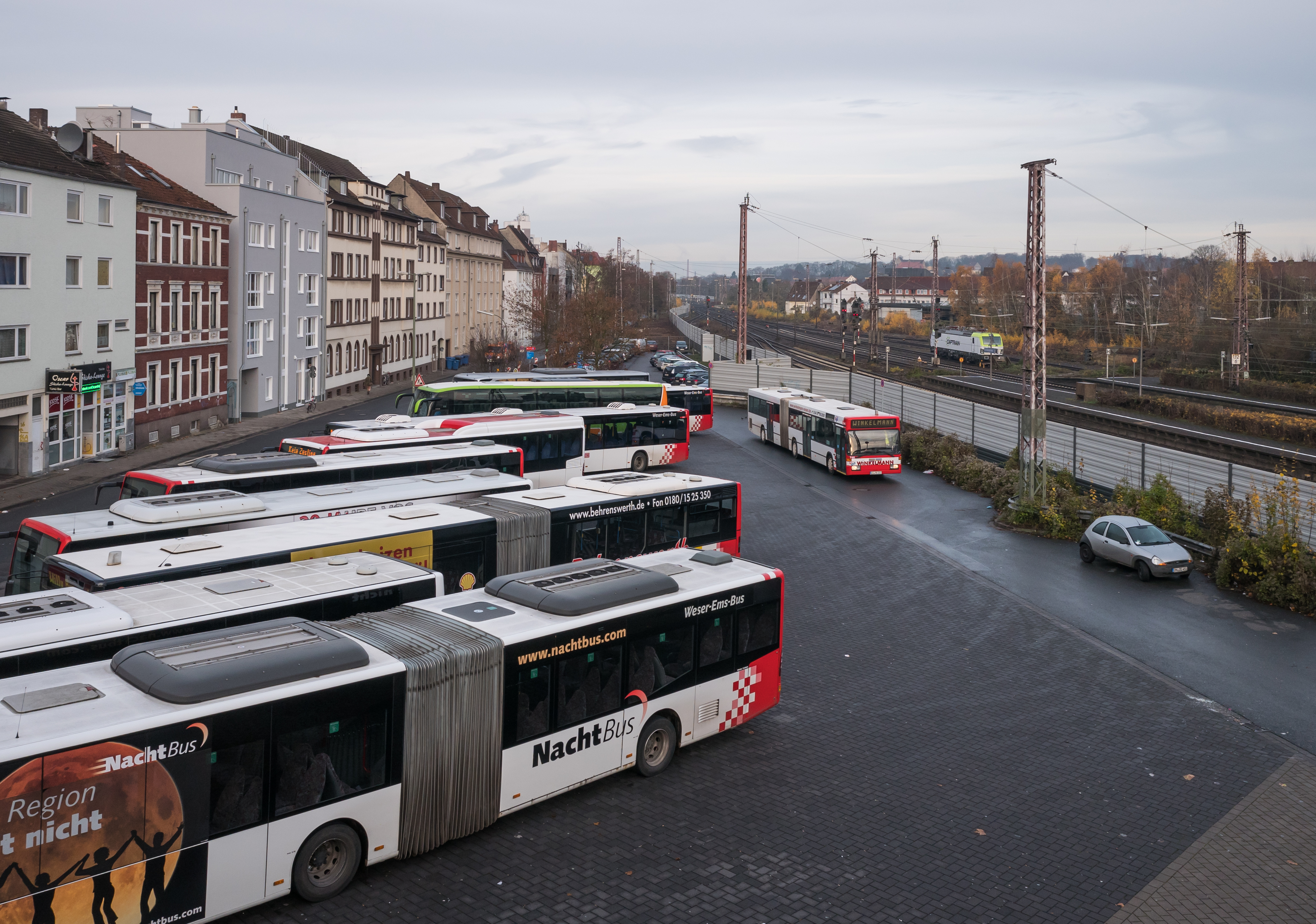
Busbahnhof (ZOB) an der Eisenbahnstraße

Im Regionalverkehr ist zwischen Buslinien mit Ziel im Landkreis Osnabrück und Linien ins nordrhein-westfälische Tecklenburger Land zu unterscheiden. Linien mit der Bezeichnung „R“ und „S“ bedienen Nachbarstädte in NRW, hier wird für Fahrten über die Stadtgrenze von Osnabrück hinaus der sog. Münsterland-Tarif angewendet. Dieser wurde zum 1. August 2017 vom Westfalentarif abgelöst. Betreiber dieser Linien ist die Regionalverkehr Münsterland GmbH (RVM).
Liniennummern von Regionallinien der VOS mit dem Zusatz „X“ bedeuten Express-Bus: stadtauswärts kein Ausstieg, stadteinwärts kein Zustieg im Stadtgebiet Osnabrück.
Einige Regionallinien sind nicht in das Stadtnetz integriert:
- (X)273–276 Osnabrück – Vehrte/Icker/Venne/Ostercappeln/Bad Essen
- X610 Osnabrück – Bramsche – Neuenkirchen – Fürstenau
- S10 Schnellbus Osnabrück – Mettingen/Recke

Von Osnabrück verkehren die folgenden Regionalbuslinien:
- S10 Osnabrück HBF – Westerkappeln – Recke
- R16 (16 Gretescher Turm/Gretesch – Büren) Büren – Wersen – Westerkappeln
- X52 Osnabrück HBF – Ladbergen – Flughafen Münster-Osnabrück (FMO)
- R15 (15 Dodesheide Waldfriedhof – IKEA) IKEA – Lotte (-  Ibbenbüren)
- 224 Bissendorf – Schledehausen – OS-Gretesch – Belm – Evinghausen
- X273 Osnabrück HBF – Belm – Icker – Vehrte – Belm – Osnabrück
- X274 Osnabrück HBF – Belm – Vehrte – Icker – Belm – Osnabrück
- X275 Osnabrück HBF – Belm – Ostercappeln – Venne
- X276 Osnabrück HBF – Belm – Ostercappeln – Bad Essen – Wimmer / Pr. Oldendorf
- X373 Osnabrück Neumarkt – Schledehausen – Krevinghausen (- Bad Essen – Linne)
- 581  Hollage Gewerbegebiet – Hollage Zentrum – Pye, Moorweg (18 Pye, Moorweg – Darum)
- 582 Wallenhorst Rathausallee – Hollage Zentrum – Pye, Feldkamp (18 Pye, Feldkamp – Darum)
- 381 (13 Osnabrück HBF – Voxtrup) Voxtrup – Bissendorf – Gesmold – Melle
- 382 (13 Osnabrück HBF – Voxtrup) Voxtrup – Bissendorf – Holter Berg
- 392 (19 Hörne/Sandgrube – Lüstringen-Ost) Lüstringen Ost – Jeggen – Wissingen
- 393 (19 Hörne/Sandgrube – Lüstringen-Ost) Lüstringen-Ost – Jeggen – Schledehausen (- Wulften)
- X460 Osnabrück HBF – Wellendorf – Hilter – Dissen – Bad Rothenfelde
- 463 Osnabrück HBF – Oesede – Georgsmarienhütte – Hagen a.T.W.
- 464 Osnabrück HBF – Oesede – Georgsmarienhütte
- 465 Osnabrück HBF – Oesede – Bad Iburg – Glandorf
- 466 Osnabrück HBF – Oesede – Bad Iburg – Bad Laer – Bad Rothenfelde (weiter als – 467 Dissen)
- 467 Osnabrück HBF – Oesede – Kloster Oesede – Wellendorf – (teilweise Borgloh – ) Hilter – Dissen – Bad Rothenfelde (weiter als – 466 Bad Laer)
- 468 Osnabrück HBF – Oesede – Borgloh
- 469 Osnabrück HBF – Oesede – Wellendorf Kreuzung
- 491(Osnabrück Neumarkt -) Hellern Nord – Gaste – Hasbergen
- X492 Osnabrück Neumarkt – Hasbergen
- X493 Osnabrück HBF – Hasbergen – Natrup-Hagen – Hagen a.T.W. (weiter als 463 Richtung OS HBF)
- X512 Osnabrück – Rulle – Evinghausen (Osnabrück – Bramsche)
- 533 (14 Berningshöhe – Nettebad/Eberleplatz) Eberleplatz – Rulle – Wallenhorst
- X583 Osnabrück HBF – Wallenhorst Berliner Str.
- X584 Osnabrück HBF – Wallenhorst – Hollage
- X585 Osnabrück HBF – Wallenhorst (- Engter – Vörden – Damme)
- X586 Osnabrück – Rulle – Wallenhorst oder Icker
- X610 Osnabrück – Bramsche – Fürstenau

#### Linie X52 Express-Bus
Der Flughafen Münster/Osnabrück (FMO) in Greven wurde durch die Linie X52 mehrmals täglich bedient. Dies wurde im März 2023 eingestellt. Startpunkt war am Hauptbahnhof, weitere Zustiegsmöglichkeiten waren der Neumarkt sowie Haltestellen in der Nähe mehrerer Osnabrücker Hotels. Zusätzlich wurden Haltestellen in Ladbergen bedient. Der Fahrplan war an den Flugplan angepasst, montags bis samstags bestand ein Stundentakt. Für diese Linie galt ein besonderer Tarif, die Weiterfahrt im Stadtbusnetz Osnabrück war inbegriffen. Die Bedienung erfolgte teilweise durch Minibusse. Am FMO bestand Anschluss an die RVM-Linie S50 aus und nach Münster.

#### Freizeitbusse
Von Mai bis Anfang Oktober fahren sonn- und feiertags Freizeitbusse in die Region. Ziele sind der Dümmer, Bad Essen („Varus-Region“), Tecklenburg und der südliche Landkreis Osnabrück („Teuto-Region“) mit Endpunkt Bad Rothenfelde. In den Bussen gelten die regulären VOS-Fahrscheine. Zum Transport von Fahrrädern ziehen die Freizeitbusse einen Anhänger, die Mitnahme von Fahrrädern ist nach vorheriger Anmeldung kostenlos möglich.

### Nachtverkehr
In den Nächten von Freitag auf Sonnabend und von Sonnabend auf Sonntag verkehren Nachtbusse. Die Busse fahren zum Normaltarif, mit Ausnahme der Linie N381, die zum Tarif des Nachtbus-Netz Melle gehört, der einen pauschalen Fahrpreis von 5,20 Euro pro Person und Geltungstag vorsieht. Mit dem Busnetz 2020 wurde auch das Nachtbusnetz überarbeitet und orientiert sich stärker als bisher am Tagnetz. Es sieht wie folgt aus:
| Linie | Linienweg |
| ----- | --- |
| N1    | (Voxtrup –) Düstrup – Voxtrup Spitze – Rosenplatz – Neumarkt – Theater – Hasetor/Bf. Altstadt – Eberleplatz – Rulle                                                         |
| N2    | (N4 Belm) - Neumarkt – Heger Tor – Campus Westerberg – Eversburger Platz – Büren – Landwehrviertel                                                                          |
| N3    | Strothmannsweg – Schinkel-Ost – Tannenburgstraße – Rosenburg – Berliner Platz – Neumarkt – Arndtplatz – Uhlhornstraße – Bf. Sutthausen – Holzhausen – Hagen a.T.W.          |
| N4    | Belm, Astruper Heide – Berliner Platz – Hauptbahnhof – Neumarkt – (N2 Landwehrviertel)                                                                                      |
| N5/N4 | (N5 Dodesheide) - Neumarkt - Heinrich-Lübke-Platz – Zur Spitze – Hellern Nord – Hasbergen                                                                                   |
| N4/N5 | (N4 Hasbergen) - Neumarkt – Theater – Hasetor/Bf. Altstadt – Haster Weg – Ellerstraße Nord – Dodesheide Waldfriedhof                                                        |
| N6    | Neumarkt – Rosenplatz – Paradiesweg – Oesede, Gildehaus – Bad Rothenfelde                                                                                                   |
| N15   | Neumarkt – Heger Tor – Saarplatz – Kreisel Atterfeld – Lotte |
| N18   | Wallenhorst – Bramscher Straße – Hasetor/Bf. Altstadt – Theater – Neumarkt – Herforder Straße – Jeggener Weg – Gretescher Turm – Lüstringen Ost – Wissingen – Schledehausen |
| N19   | Neumarkt – Westerkappeln – Ibbenbüren |
| N66   | Neumarkt – Bramsche |
| N273  | Neumarkt – Belm – Icker – Vehrte – Venne – Schwagstorf (– Hunteburg) |
| N276  | Neumarkt – Belm – Ostercappeln – Bohmte – Bad Essen – Rabber – Lintorf – Wimmer                                                                                             |
| N381  | Neumarkt – Voxtrup – Bissendorf – Melle |

### Nahverkehrstarife
In der Region Osnabrück gibt es vier Tarifsysteme:
- VOS-Tarif für den Busverkehr in Osnabrück und im gesamten Landkreis Osnabrück.
- VOS Plus-Verbundtarif für die Bahnlinie „Haller Willem“ Richtung Bielefeld und alle Busse in Osnabrück/Belm sowie im südlichen Kreisgebiet (VOS-Süd). Gegenüber dem VOS-Tarif besteht ein Tarifaufschlag. Es gibt einen Übergangstarif zum angrenzenden Verbund bis Bielefeld.
- Im Stadtgebiet Osnabrück und im Bahn- und Regionalbusverkehr in Richtung Nordrhein-Westfalen hat außerdem der Westfalentarif (u. a. Verkehrsgemeinschaft Münsterland) und der NRW-Tarif, inklusive des SchönerTagTicket NRW, Gültigkeit. Auf der Strecke in Richtung Melle gelten NRW-Tickets jedoch nicht für die Haltepunkte innerhalb des Landkreises Osnabrück (Wissingen bis Bruchmühlen).
- Im Schienenverkehr wird der Niedersachsentarif angewendet. Das Niedersachsen-Ticket war bis Dezember 2019 ausschließlich im Schienenverkehr und im Stadtbusnetz Osnabrück/Belm gültig, nicht jedoch im Busnetz des Landkreises Osnabrück. Seit dem 15. Dezember 2019 gilt das Niedersachsen-Ticket in allen Nahverkehrsangeboten in der Stadt und im Landkreis Osnabrück.[24]

In der Neuen Osnabrücker Zeitung wird der Vorwurf erhoben, dass zu Januar 2014 die Busfahrpreise in Osnabrück mit der „Falschaussage“ gestiegener Dieselpreise erhöht wurden, obwohl die Dieselpreise 2013 unter denen von 2012 lagen.

### Mobilitätsstationen

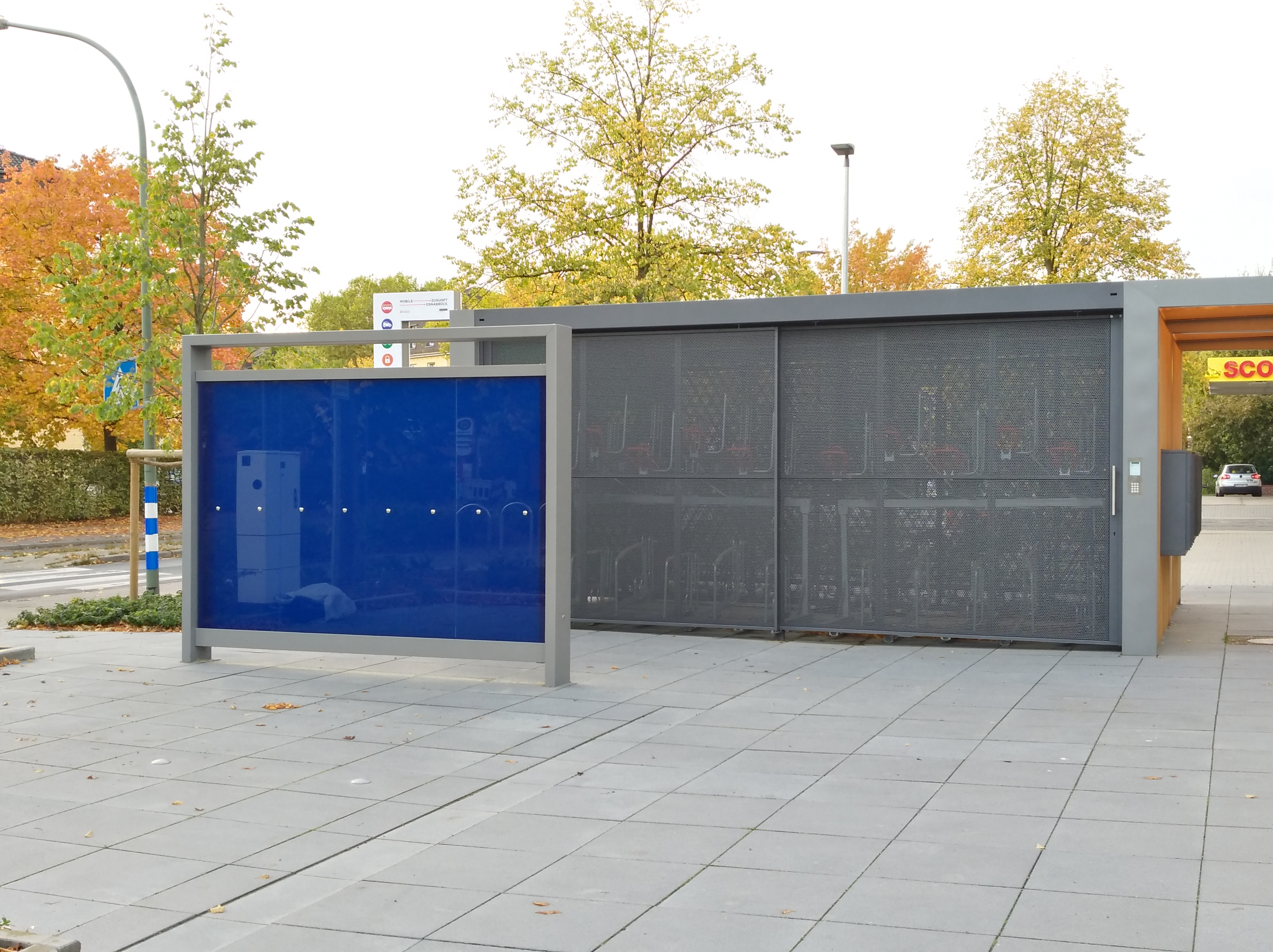
Fahrradabstellanlage der Mobilitätsstation am Eberleplatz

An (End-)Haltestellen und Umsteigeknoten des Stadt- bzw. Metrobusnetzes sollen Mobilitätsstationen im einheitlichen Design z. B. mit Park-and-Ride-Parkplätzen, Fahrradabstellanlagen und Carsharing-Stationen den Umstieg zwischen verschiedenen Verkehrsmitteln erleichtern. Als Vorbild dient der 2018 neu gestaltete Vorplatz des Bahnhaltepunkts Sutthausen. Weitere Mobilitätsstationen wurden seitdem in Haste (Haltestelle Eberleplatz), Düstrup und im Landwehrviertel (Haltestelle Am Belfastpark) errichtet.

## Planungen und Vorschläge für die Zukunft

### Weitere Elektrifizierung der Busflotte
Im Sommer 2025 sollen die Stadtwerke Osnabrück 19 weitere Elektrobusse erhalten, wobei es sich bei diesem Baulos um Soloversionen des Mercedes-Benz eCitaro handelt. Damit wird die Flotte der Stadtwerke aus 81 Elektrobussen und noch 5 Dieselbussen bestehen.

### Regionale Bahnstrecken
Im Bereich Rosenplatz ist die Einrichtung eines zusätzlichen Haltepunktes für die RB 75 Haller Willem Osnabrück – Bielefeld geplant, um das südliche Stadtgebiet besser an das Bahnnetz anzuschließen. Dabei ist zunächst der Bau eines einzelnen Seitenbahnsteigs auf der Südseite der Bahnstrecke, zwischen den Unterführungen der Sutthauser und Iburger Straße geplant. Mit Stand April 2024 erfolgt der Baubeginn im 1. Quartal 2025[veraltet] und die Fertigstellung zum Fahrplanwechsel im Dezember 2025. Eine Erweiterung durch einen zusätzlichen Seitenbahnsteig auf der Nordseite oder einen Mittelbahnsteig, um auch Zughalte auf den Relationen aus und nach Münster zu ermöglichen, ist aus wirtschaftlichen Gründen kurz- bis mittelfristig nicht geplant.
Seit einigen Jahren ist eine Reaktivierung der Tecklenburger Nordbahn von Osnabrück über Lotte-Büren, Lotte-Wersen, Westerkappeln, Mettingen nach Recke in der Diskussion. Der Nahverkehrsplan SPNV Westfalen-Lippe sieht aufgrund einer ermittelten guten Wirtschaftlichkeit vor, dass die Bahn von Osnabrück nach Recke als moderne Regionalbahn im 30-Minuten-Takt wieder in Betrieb genommen werden soll. Dabei würden die vorhandenen Bahnhöfe Osnabrück Hauptbahnhof und Osnabrück Altstadt (Hasetor) bedient; an der Stadtgrenze zwischen Osnabrück und Lotte-Büren ist am Buswendeplatz eine neue Bahnstation Eversburg-Büren vorgesehen. Von hier aus wären einige Stadtbuslinien direkter und schneller zu erreichen als mit dem Bus S10 über den Neumarkt. Im Jahr 2020 wurde die Standardisierte Bewertung für das Vorhaben in Auftrag gegeben. Im Juni 2021 wurden die Ergebnisse der standardisierten Bewertung bekanntgegeben. Mit 1,6 war dieses Ergebnis deutlich positiv zugunsten einer Reaktivierung, wobei ein Mindestwert von über 1,0 gefordert wird.
Der Bebauungsplan 669 der Stadt Osnabrück, dessen Aufstellung im November 2020 beschlossen wurde, soll eine mögliche künftige Einrichtung eines Haltepunktes im Bereich Gartlage berücksichtigen. Ein solcher Haltepunkt wurde ins Spiel gebracht, um Zuschauern und Gästen des Stadions Bremer Brücke sowie den Bewohnern der umliegenden Stadtteile die An- und Abreise zu erleichtern. Mittel- bis langfristig ist seitens der Landesnahverkehrsgesellschaft die Reaktivierung der Bahnhalte in Alfhausen, Belm und Vehrte vorgesehen.
Durch eine Taktverdichtung bestehender Regionalbahnstrecken, den Neubau weiterer Bahnhaltepunkte in und um Osnabrück sowie die Schaffung einer einheitlichen Tarifstruktur wäre zudem der Aufbau eines S-Bahn-Netzes ähnlich dem der Regio-S-Bahn Bremen/Niedersachsen möglich. Ideen für eine mögliche Umsetzung liefert das durch die PlaNOS entwickelte „OS-Bahn Konzept“.
In diesem Zuge wäre eine Verbindung mit den geplanten Netzen der S-Bahn Münsterland (geplante Linie S6) sowie der S-Bahn Ostwestfalen-Lippe (geplante Linien S61, S75 und S75X) möglich, welche beide Osnabrück mit einschließen.

### Straßen- bzw. Stadtbahn
In den letzten Jahrzehnten wurde immer wieder über die Wiedereinführung einer Straßen- bzw. Stadtbahn in Osnabrück diskutiert. Verschiedene Möglichkeiten sehen ein reines, vom üblichen Eisenbahnnetz unabhängiges Straßenbahnnetz oder ein Tram-Train-System (Kombination aus Eisen- und Straßenbahn) vor. Auch über die Wiedereinführung von Oberleitungsbussen wurde diskutiert, dies ist seit der Entscheidung zur Einführung oberleitungsunabhängiger Batterieelektrobusse im Jahr 2015 jedoch obsolet.
Ein Tram-Train-System würde vor allem auf eine bessere Erreichbarkeit und Verknüpfung der Innenstadt mit dem Umland abzielen. Da die Eisenbahnstrecken mit den Bahnhöfen Hauptbahnhof und Altstadt die Innenstadt nur tangieren, könnten regionale Bahnlinien aus dem Umland aus dem Eisenbahnnetz ausgefädelt werden und die Innenstadt über Straßenbahngleise erreichen. Dadurch könnten z. B. Umstiege am Hauptbahnhof entfallen. Um mit dem bestehenden Schienenpersonennahverkehr eine direkte, umsteigefreie Anbindung aus der Region an die Osnabrücker Innenstadt anbieten zu können, ließ die Stadt Osnabrück im Jahr 1996 Vorschläge nach dem Karlsruher Modell erarbeiten. Es entstand eine Machbarkeitsstudie der Verkehrsconsult Karlsruhe GmbH mit dem Titel „Stadtbahn für die Region Osnabrück“. Ein solches Modell wurde in der Folge jedoch nicht umgesetzt.
Ein reines Straßenbahnsystem wäre dagegen mehr auf innerstädtische Verbindungen ausgerichtet und könnte stark genutzte Buslinien ersetzen. So wäre bei einer Realisierung bspw. eine erste Linie von der Innenstadt zu den Hochschulstandorten am Westerberg denkbar. Das Straßenbahnnetz müsste nicht an der Stadtgrenze enden, sondern könnte auch direkt die Umlandgemeinden über neue Schienenstrecken anbinden. Die verschiedenen Modelle sind dabei nicht scharf voneinander abgrenzbar und miteinander kombinierbar.
Im Rahmen einer „Machbarkeitsstudie ÖPNV Osnabrück“ des Büros Lindschulte + Kloppe Ingenieurgesellschaft mbH aus dem Jahr 2013 wurde die Einführung einer Straßenbahn nicht empfohlen, da eine zu geringe Wirtschaftlichkeit vermutet wurde. Dabei wurde jedoch keine Kosten-Nutzen-Analyse durchgeführt. Für die Einführung einer Straßen- bzw. Stadtbahn setzt sich die Stadtbahninitiative Osnabrück ein. Diese fordert, zur Entscheidung für oder gegen eine Straßenbahn eine Kosten-Nutzen-Analyse nach Standardisierter Bewertung durchzuführen, die neben der Stadt auch das Umland stärker berücksichtigt, und hat dafür im Januar 2020 eine Online-Petition gestartet. Die Petition wurde im November 2020 beendet und 3155 Unterschriften an den Oberbürgermeister übergeben. Am 15. Dezember 2020 stimmte der Stadtrat einstimmig der Bereitstellung der finanziellen Mittel für eine Machbarkeitsstudie zu. Im Auftrag von Stadt und Landkreis Osnabrück erstellt das Planungsbüro Köhler und Taubmann (VKT) eine Machbarkeitsstudie zu einer Stadtbahn in Osnabrück. Das erste Zwischenergebnis im Jahr 2022 dazu ist, dass sich eine Stadtbahn lohnen würde in der Relation Natruper Straße (Westerberg) - Innenstadt - Iburger Straße (Schölerberg/Nahne) und ferner auch die Relationen Hellern - Innenstadt - Belm und Innenstadt - Schinkel interessant wären.

### ProjektSun Glider
Das in Lotte ansässige Privatunternehmen Sun Glider AG hat ein Nahverkehrssystem entwickelt, das im Kern aus einer fahrerlosen Hängebahn bestehen soll. Die Energie soll aus Solarzellen stammen, die an den Schienentrassen angebracht sind, die Bahnkabinen will das Unternehmen im 3D-Druck-Verfahren herstellen. Die Baukosten pro Kilometer sollen dabei nach Unternehmensangaben deutlich unter denen einer Straßenbahn liegen. Für Osnabrück schlägt die Sun Glider AG ein Netz aus Radial- und Ringlinien vor, die die Stadt sowie das nahe und mittlere Umland erschließen sollen. Als Pilotstrecke schlägt die Firma den Straßenzug Martinistraße/Kurt-Schumacher-Damm vor. Es war geplant, bis Oktober 2020 eine Machbarkeitsstudie für das Projekt in Auftrag zu geben, deren Kosten zu 50 % vom Land Niedersachsen getragen werden sollten. Aufgrund der COVID-19-Pandemie konnte die Studie jedoch nicht fristgerecht beauftragt werden.

### Busverkehrsführung in der Innenstadt
Es gibt Vorschläge, die vorsehen, den Neumarkt künftig als zentrale Umstiegshaltestelle stillzulegen und die Busse über den Wallring, der die Innenstadt umschließt, zum Hauptbahnhof/ZOB zu führen. Es gab außerdem schon die Idee, einen neuen, vergrößerten ZOB südlich des Neumarktes zu bauen, was jedoch aus städtebaulichen und verkehrstechnischen Gründen vom Stadtentwicklungsausschuss abgelehnt wurde.
Im Juni 2023 traf der Stadtrat den Grundsatzbeschluss, den Ostteil des Neumarktes zwischen Johannissstraße und Kollegienwall ab einem nicht definierten Zeitpunkt in der Zukunft exklusiv dem Fuß- und Radverkehr zu widmen. Da aktuell diverse Buslinien diesen Teil des Platzes kreuzen, muss die Linienführung im Innenstadtbereich neu geordnet werden.